# Belo Malaga
Vojtech „Belo“ Malaga (31. července 1932 Kučín – 1. listopadu 2023) byl slovenský fotbalista. Po skončení aktivní kariéry působil jako trenér.

## Fotbalová kariéra
V československé lize hrál za Slávii Bratislava VŠ a Tatran Prešov, nastoupil ve 25 ligových utkání, gól nedal.

## Ligová bilance
| Ročník                                   | Zápasy | Góly | Klub                 |
| ---------------------------------------- | ------ | ---- | -------------------- |
| Přebor československé republiky 1953     | 6      | 0    | Slávia Bratislava VŠ |
| Přebor československé republiky 1954     | 5      | 0    | Tatran Prešov        |
| 1. československá fotbalová liga 1956    | 11     | 0    | Tatran Prešov        |
| 1. československá fotbalová liga 1957/58 | 3      | 0    | Tatran Prešov        |
| CELKEM 1. LIGA                           | 25     | 0    |                      |

## Trenérská kariéra
- 1. liga 1977/78, Tatran Prešov – asistent trenéra
- 1. liga 1978/79, Tatran Prešov – hlavní trenér
- I. SNFL 1979/80, Slavoj Poľnohospodár Trebišov – hlavní trenér
- I. SNFL 1980/81, Slavoj Poľnohospodár Trebišov – hlavní trenér
- I. SNFL 1981/82, Slavoj Poľnohospodár Trebišov – hlavní trenér
- I. SNFL 1982/83, Slavoj Poľnohospodár Trebišov – hlavní trenér (podzim 1982)
- 1. liga 1983/84, Tatran Prešov – trenér
- I. SNFL 1984/85, Slavoj Poľnohospodár Trebišov – hlavní trenér
- I. SNFL 1985/86, Slavoj Poľnohospodár Trebišov – hlavní trenér
- I. SNFL 1986/87, Slavoj Poľnohospodár Trebišov – hlavní trenér
- I. SNFL 1987/88, Lokomotíva Košice – hlavní trenér
- Mars superliga 1994/95, Tatran Prešov – hlavní trenér (během hospitalizace Štefana Nadzama)
- 2. liga 1996/97, Slavoj Deva Trebišov – hlavní trenér
- 2. liga 1997/98, Slavoj Deva Trebišov – hlavní trenér
- 2. liga 2004/05, Slavoj Trebišov – hlavní trenér
- 2. liga 2005/06, Odeva Lipany – asistent trenéra